# Marchipont (België)
Marchipont is een dorp in de Belgische provincie Henegouwen en een deelgemeente van de Waalse gemeente Honnelles. Het dorp bevindt zich op de Franse grens. Het Franse deel behoort tot de Franse gemeente Rombies-et-Marchipont.

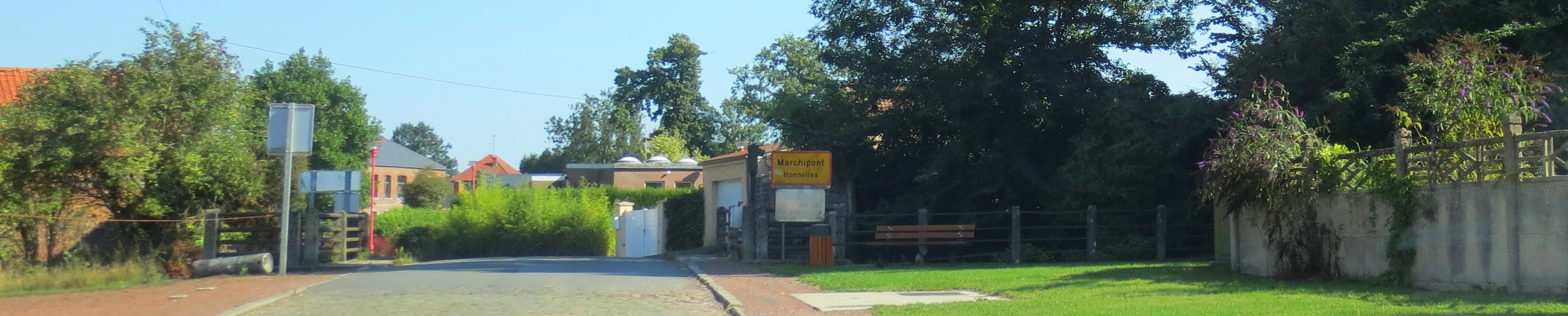
Grensovergang in Marchipont

## Geschiedenis
Op de Ferrariskaart uit de jaren 1770 staat het dorpje afgebeeld als Morchipont, nog grotendeels in de Oostenrijkse Nederlanden. In 1779 werd de grens tussen Frankrijk en de Oostenrijkse Nederlanden vastgelegd en werd het dorpje in tweeën gedeeld toen de Aunelle als grens werd gekozen. Op het eind van het ancien régime werden beide een aparte gemeente.
Marchipont bleef een zelfstandige gemeente, tot het in 1977 een deelgemeente van Honnelles werd.

## Bezienswaardigheden
- De Sint-Niklaaskerk (Église Saint-Nicolas) van 1718 staat op Frans grondgebied in de gemeente Rombies-et-Marchipont. Dit kwam omdat de grens in 1779 iets westwaarts werd verlegd waarbij een deel van het dorp in Frankrijk kwam te liggen.
- Het voormalig gemeentehuis uit het eind van de 19de eeuw

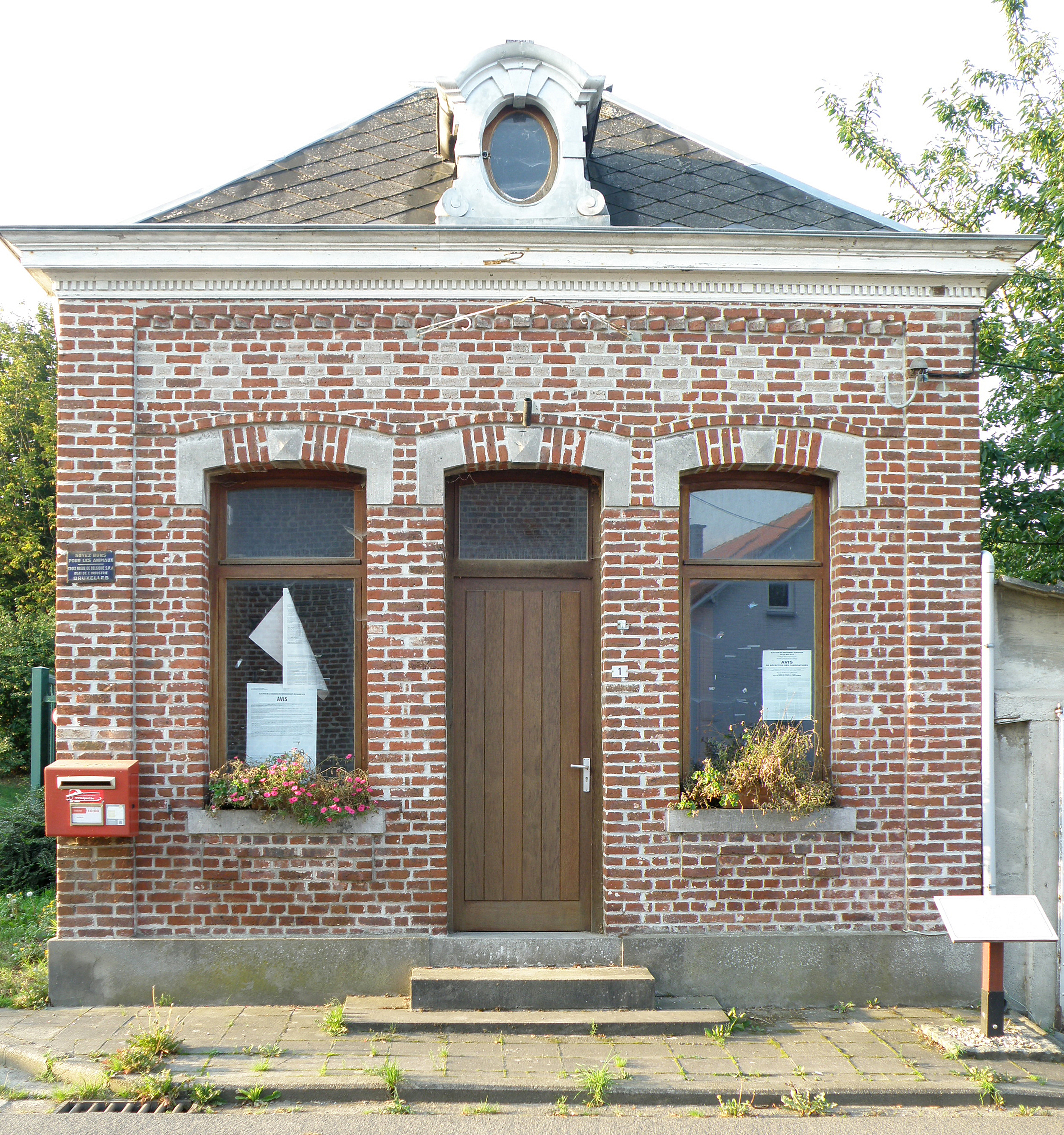
Voormalig gemeentehuis

## Natuur en landschap
Marchipont ligt aan de Aunelle die de grensrivier met Frankrijk vormt. De hoogte aan de kerk (in Frankrijk gelegen) bedraagt 38 meter.

## Demografische ontwikkeling
- Bronnen:NIS, Opm:1831 tot en met 1970=volkstellingen, 1976= inwoneraantal op 31 december

## Nabijgelegen kernen
Rombies-et-Marchipont, Baisieux, Angre